# Пројект Орион
Пројект Орион је био амерички пројект космичког брода погоњеног експлозијама минијатурних атомских бомби. Идеју је дао Станислав Улам 1947., а пројект је започет 1958. године. Главни пројектанти су били Тед Тејлор и Фриман Дајсон.
Коришћење атомских бомби требало је омогућити изузетно велики потисак и висок специфични импулс, коришћењем технологије већ познате у то вријеме. То би омогућило релативно јефтине и брзе међупланетарне летове са великим теретом.
Због забране тестирања нуклеарног оружја у атмосфери, које је ступило на снагу 1963, пројект је напуштен иако је тестирање прототипа потврдило правилност концепта.

## Замишљени рад
Орион је требало да ради на сљедећем принципу.
- Мале нуклеарне или термонуклеарне бомбе, јачине од неколико килотона, би се избацивале са брода уназад.
- У погодном тренутку, долази до детонације. Када ударни талас стигне до брода, дебела плоча од челика или алуминијума прима на себе удар.
- Ова плоча је повезана са бродом путем система амортизера, са једним или више степена. Ово ублажава удар, и погодном конструкцијом претвара га у серију мини удара, подношљивих за посаду.

Систем амортизера такође преноси потисак експлозије на брод-плоча-амортизер систем, и долази до кретања брода унапријед, по принципу акције и реакције.
- Када је удар апсорбован, циклус се понавља од прве тачке.

Период убрзавања брода би био праћен перодом „тишине“, када брод путује инерцијом. За слијетање, брод се окреће и врши успорење новом серијом екслозија.

## Особине
Нуклеарни пулсни погон замишљен за Орион би обезбјеђивао 20 до 30 km/s излазну брзину млаза, са мегањутнима потиска. Дизајн је био ефикасан само за веће масе, од којих су неке приказане у табели.
Репорт Џенерал Атомикса из 1959 је приказао особине за 3 различите величине Орион космичких бродова:
|                  | "Сателит" Орион | "Средња величина" Орион | "Супер" Орион |
| ---------------- | --------------- | ----------------------- | ------------- |
| Дијаметар брода  | 17–20 m          | 40 m                     | 400           |
| Маса брода       | 300 t           | 1000–2000 t             | 8,000,000 t   |
| Број бомби       | 540             | 1080                    | 1080          |
| Маса једне бомбе | 0.22 t          | 0.37–0.75 t             | 3.00 t        |

Сви ови дизајни су могли да се остваре и са технологијом доступном средином 20. вијека или нешто касније.
Већина материјала у свакој бомби је у ствари требало да минимизира радиоактивност апсорпцијом неутрона, и да ефикасно пресесе снагу експлозије до дебеле потисне плоче брода.

## Примјена
Орион космички бродови би се користили за истраживања сунчевог система. Теоретска највећа брзина је била процијењена на око 3 до 10% од брзине свјетлости. Предвиђене мисије су укључивале пут до Марса или до неког мјесеца Сатурна, са корисним теретом од стотина или хиљада тона.
Међузвјездано путовање је исто могуће, али би у најбољем случају требало око 100 година за одлазак до најближе звијезде Проксима Кентаури и натраг. Неки аутори су предвиђали и употребу Ориона за одбрану од астероида који иду према Земљи.

## Прототип
Прототип дужине једног метра који је користио обични Ц-4 експлозив за детонације је успјешно испробан у контролисаном лету до висине од око 185 стопа, дана 14. новембра 1959. Тежина прототипа је била око 270 фунти са поклопцем а 230 без њега. Пет експлозивних пуњења је избацивано једно за другим и детонирано, у размацима од 0,25 секунди. Контролисано приземљење са падобраном је изведено успјешно.